# Veľký Slavkov
Veľký Slavkov és un poble i municipi d'Eslovàquia. Es troba a la regió de Prešov, al nord del país.

## Història
La primera referència escrita de la vila data del 1251.

## Demografia
| Godina             | 1994 | 2004   | 2014    | 2024 |
| ------------------ | ---- | ------ | ------- | ---- |
| Nombre de persones | 1071 | 1145   | 1320    | 1518 |
| Diferència         |      | +6,90% | +15,28% | +15% |

| Godina             | 2023 | 2024   |
| ------------------ | ---- | ------ |
| Nombre de persones | 1524 | 1518   |
| Diferència         |      | −0,39% |